# Athlètes paralympiques indépendants aux Jeux paralympiques
Les athlètes paralympiques indépendants sont des participants aux Jeux paralympiques qui, en raison de leur statut de réfugiés, ne peuvent ou ne veulent pas appartenir à une équipe nationale. Ils participent aux Jeux depuis ceux d'été de 2016.